# Trompsburg
Trompsburg ist ein Ort in der südafrikanischen Provinz Freistaat. Er ist Verwaltungssitz der Lokalgemeinde Kopanong im Distrikt Xhariep.

## Geographie
Trompsburg ist ein ländlicher Ort nahe der Nationalstraße N1. 2011 hatte er 1880 Einwohner. Zum Ort gehören die Townships Madikgetla und Nordmanville, die 3458 Einwohner aufwiesen.

## Geschichte
Der Ort wurde 1891 auf der Farm Middelwater von Jan und Bastiaan Tromp gegründet. 1902 erhielt er Gemeindestatus. Anfangs hieß er Jagersfontein Road nach dem nahen Ort Jagersfontein, dann Hamilton nach Sir Hamilton Gold-Adams, dem Gouverneur der Orange River Colony 1907 bis 1910; schließlich erhielt er seinen heutigen Namen.

## Wirtschaft und Verkehr
Haupterwerbszweig ist die Landwirtschaft, vor allem die Haltung von Merinoschafen.
Trompsburg liegt unweit der N1, die unter anderem Johannesburg und Kapstadt verbindet. Die Regionalstraße R704 führt nordwestwärts über Fauresmith nach Koffiefontein, die R717 in südwestlicher Richtung nach Philippolis und Colesberg. Der Bahnhof Trompsburg befindet sich wenige Kilometer westlich der Stadt an der Bahnstrecke Bloemfontein–Springfontein, die annähernd parallel zur N1 verläuft. Der Bahnhof dient dem Güterverkehr. Personenzüge von Johannesburg nach Gqeberha und East London fahren dort durch.

## Söhne und Töchter des Ortes
- Karel Schoeman (1939–2017), Schriftsteller